# Childress County
Childress County är ett administrativt område i delstaten Texas, USA, med 7 041 invånare (2010). Den administrativa huvudorten (county seat) är Childress. 

## Geografi
Enligt United States Census Bureau så har countyt en total area på 1 849 km². 1 839 km² av den arean är land och 10 km² är vatten. 

### Angränsande countyn
- Collingsworth County - norr
- Harmon County - nordost
- Hardeman County - öster
- Cottle County - söder
- Hall County - väster